# Boxe nos Jogos Pan-Americanos de 2011 - Peso meio-pesado feminino
A categoria meio-pesado feminino do boxe nos Jogos Pan-Americanos de 2011 foi disputada entre 23 e 28 de outubro na Arena Expo Guadalajara, em Guadalajara, com sete boxeadoras.

## Calendário
Horário local (UTC-6).
| Data          | Horário | Fase             |
| ------------- | ------- | ---------------- |
| 23 de outubro | 14:00   | Quartas-de-final |
| 26 de outubro | 19:00   | Semifinal        |
| 28 de outubro | 19:00   | Final            |

## Medalhistas
| Ouro   | CAN Mary Spencer                   |
| Prata  | DOM Yenebier Guillén               |
| Bronze | BRA Roseli Feitosa MEX Alma Ibarra |

## Resultados

### Chave
|  | Quartas-de-final     | Quartas-de-final     | Quartas-de-final |  |  | Semifinal            | Semifinal            | Semifinal        |    |                      | Final                | Final | Final |
|  |                      |                      |                  |  |  |                      |                      |                  |    |                      |                      |       |       |
|  |                      |                      |                  |  |  |                      |                      |                  |    |                      |                      |       |       |
|  |                      |                      |                  |  |  | BRA Roseli Feitosa   | BRA Roseli Feitosa   | 12               |    |                      |                      |       |       |
|  | ISV Tiffany Reddick  | ISV Tiffany Reddick  |                  |  |  | DOM Yenebier Guillén | DOM Yenebier Guillén | 21               |    |                      |                      |       |       |
|  | DOM Yenebier Guillén | DOM Yenebier Guillén | RSC              |  |  |                      |                      |                  |    | DOM Yenebier Guillén | DOM Yenebier Guillén | 11    |       |
|  | CAN Mary Spencer     | CAN Mary Spencer     | 17               |  |  |                      | CAN Mary Spencer     | CAN Mary Spencer | 15 |                      |                      |       |       |
|  | USA Franchon Crews   | USA Franchon Crews   | 7                |  |  | CAN Mary Spencer     | CAN Mary Spencer     | 19               |    |                      |                      |       |       |
|  | NCA Ledy Mayorga     | NCA Ledy Mayorga     | 3                |  |  | MEX Alma Ibarra      | MEX Alma Ibarra      | 5                |    |                      |                      |       |       |
|  | MEX Alma Ibarra      | MEX Alma Ibarra      | 16               |  |  |                      |                      |                  |    |                      |                      |       |       |
|  |                      |                      |                  |  |  |                      |                      |                  |    |                      |                      |       |       |
|  |                      |                      |                  |  |  |                      |                      |                  |    |                      |                      |       |       |